# Basciano (Monteriggioni)
Basciano è una frazione del comune italiano di Monteriggioni, nella provincia di Siena, in Toscana.

## Geografia fisica
La frazione di Basciano è situata nella parte sud-orientale del territorio comunale di Monteriggioni, su di una collina a 328 metri d'altitudine, al confine con i comuni di Siena e di Castelnuovo Berardenga. Il borgo di Basciano è compreso tra i corsi d'acqua del torrente Carpella (4 km) e del fosso della Staggia (1 km), entrambi tributari del torrente Staggia.
Basciano sorge lungo la strada che collega Badesse con la via Chiantigiana in località Poggiarello La Ripa, nel comune di Castelnuovo Berardenga. Dista inoltre 9 km dal capoluogo comunale di Monteriggioni e 12 km da Siena.

## Storia
Il borgo di Basciano è ricordato per la prima volta in una donazione dell'anno 812 con la quale sono assegnati all'abbazia di San Bartolomeo di Pistoia tre poderi posti in località «Basiano [...] in finibus Senense». Basciano fu poi giuspatronato della famiglia Piccolomini.
Nel 1833 risiedevano a Basciano 449 abitanti.

## Monumenti e luoghi d'interesse
- Chiesa di San Giovanni Evangelista, chiesa parrocchiale della frazione, risale al XIII secolo, ma ha subito una serie di ristrutturazioni a partire dal 1726 per volere della famiglia Piccolomini, che «si diede mano ad edificarla quasi dalle fondamenta con ingente spesa».[4] L'edificio è stato successivamente ristrutturato con rifacimento in stile neogotico della facciata nel 1954.[3]

- Villa Parigini, già Villa Sansedoni (XVIII secolo)[5]